# 侶兵鯰
侶兵鯰，為輻鰭魚綱鯰形目美鯰科的其中一種，為熱帶淡水魚。分布於南美洲秘魯及巴西亞馬遜河流域，體長可達4.9公分，棲息在底層水域，生活習性不明，可做為觀賞魚。

## 扩展阅读
維基物種上的相關：侶兵鯰